# Чешско-русская практическая транскрипция
Для передачи чешских имён собственных и непереводимых реалий в русском языке используются унифицированные правила практической транскрипции. Обычно принято считать, что ударение в чешском языке падает на первый слог, однако в словарях и реальном произношении отмечаются отклонения от этого норматива.
| Буква / сочетание | Примечание                                                                                                  | Передача   | Примеры                                                     |
| ----------------- | --- | ---------- | ----------------------------------------------------------- |
| a, á              | Кроме случаев после ď, ň или ť                                                                              | а          | Majerová Маерова                                            |
| a, á              | После ď, ň, ť                                                                                               | я          | Kňažek Княжек                                               |
| a, á              | В окончаниях фамилий-прилагательных после твёрдых согласных                                                 | ая         |                                                             |
| a, á              | После мягких согласных                                                                                      | яя         |                                                             |
| b                 | | б          |                                                             |
| c                 | | ц          | Hornictví Горництви                                         |
| ch                | | х          | Pichlík Пихлик                                              |
| č                 | | ч          | Čaloud Чалоуд                                               |
| d                 | | д          |                                                             |
| ď                 | В конце слова или перед согласными                                                                          | дь         | Šeďkova Шедькова                                            |
| ď                 | Перед гласными                                                                                              | д          | Ďubinka Дюбинка                                             |
| e, é              | После согласных                                                                                             | е          | Sládek Сладек                                               |
| e, é              | В начале слова и после гласных                                                                              | э          | Emanuel Эмануэль                                            |
| ě                 | | е          | Anděl Андел                                                 |
| f                 | | ф          | Grafek Графек                                               |
| g                 | | г          |                                                             |
| h                 | | г          | Praha Прага; Flajšhans Флайшганс                            |
| i, í              | (кроме фамилий-прилагательных на -ší, -čí и т. п.)                                                          | и          |                                                             |
| í                 | В фамилиях-прилагательных на -ší, -čí и т. п.                                                               | ий         | Krejčí Крейчий, Dolejší Долейший                            |
| ia                | В окончаниях женских личных имён                                                                            | ия         | Amália Амалия                                               |
| j                 | В конце слова и перед согласными                                                                            | й          | Balajka Балайка, Ondřej Ондржей                             |
| ja                | В начале слова и после гласных                                                                              | я          | Janeček Янечек, Svojanov Своянов                            |
| ja                | После согласных                                                                                             | ья         | Kavuljak Кавульяк                                           |
| je                | В начале слова и после гласных                                                                              | е          | Jelínková Елинкова                                          |
| je                | После согласных                                                                                             | ье         |                                                             |
| ji                | В начале слова и после гласных                                                                              | йи         | Jirák Йирак, Zajíc Зайиц                                    |
| ji                | После согласных                                                                                             | ьи         | Ljikar Льикар, Kušljič Кушльич                              |
| jo                | В начале слова                                                                                              | йо         | Jovsa Йовса                                                 |
| jo                | После гласных                                                                                               | ё          | Kyjov Киёв                                                  |
| jo                | После согласных                                                                                             | ьё         | Aljo Альё                                                   |
| ju, jů            | В начале слова и после гласных                                                                              | ю          | Jůza Юза                                                    |
| ju, jů            | После согласных                                                                                             | ью         |                                                             |
| k                 | | к          |                                                             |
| l                 | В конце слова и перед согласными                                                                            | ль или л   | Havel Гавел, Bohumil Богумил, Palkosková Палькоскова        |
| l                 | Перед гласными                                                                                              | л          | Lucký Луцкий                                                |
| m                 | | м          |                                                             |
| n                 | | н          |                                                             |
| ň                 | В конце слова и перед согласными                                                                            | нь         | Kostroň Костронь                                            |
| ň                 | Перед гласными                                                                                              | н          | Vodňany Водняни/Водняны                                     |
| o, ó              | Кроме случаев после ď, ň или ť                                                                              | о          | Netoušek Нетоушек                                           |
| o, ó              | После ď, ň, ť                                                                                               | ё          | Ťopan Тёпан                                                 |
| p                 | | п          |                                                             |
| qu                | | ку, кв     |                                                             |
| r                 | | р          | Dobroslav Доброслав                                         |
| ř                 | После звонких согласных                                                                                     | рж         | Bedřich Бедржих                                             |
| ř                 | После глухих согласных                                                                                      | рш         | Třeblícký Тршеблицкий                                       |
| s                 | | с          | Svitava Свитава                                             |
| š                 | | ш          | Netoušek Нетоушек                                           |
| t                 | | т          |                                                             |
| th                | | т          | Mathesius Матесиус, Thůnová Тунова                          |
| ť                 | В конце слова и перед согласными                                                                            | ть         | Baťha Батьга                                                |
| ť                 | Перед гласными                                                                                              | т          | Ťopan Тёпан                                                 |
| u, ú, ů           | Основной вариант                                                                                            | у          | Ulehlová Улеглова                                           |
| u, ú, ů           | После ď, ň, ť                                                                                               | ю          |                                                             |
| v                 | | в          | Vitězslav Витезслав                                         |
| w                 | | в          | Weber Вебер                                                 |
| x                 | | кс         | Xaverová Ксаверова                                          |
| y, ý              | По правилам, принятым для передачи географических названий                                                  | и (всегда) | Mlyňany Млиняни                                             |
| y, ý              | После г, к, х, ц, ч, ш; в основах личных имён неславянского происхождения; в окончаниях уменьшительных имён | и          | Chýlková Хилкова, Hykeš Гикеш, Kristýna Кристина, Bety Бети |
| y, ý              | После гласного                                                                                              | й          | Heyrovský Гейровский                                        |
| y, ý              | В остальных случаях, как правило                                                                            | ы          | Rybák Рыбак, Poděbrady Подебрады                            |
| ý                 | В окончаниях фамилий -cký, -ský                                                                             | ий         | Třeblícký Тршеблицкий, Kozuský Козуский                     |
| ý                 | В других окончаниях фамилий-прилагательных                                                                  | ы или ый   | Zrzavý Зрзавый или Зрзавы Važný Важный или Важны            |
| z                 | | з          | Jůza Юза                                                    |
| ž                 | | ж          | Žižka Жижка                                                 |

Чешско-русская практическая транскрипция далеко не всегда совпадает с реальным чешским произношением. Так, чешское L звучит твёрже русского ль, и если дословно следовать некоторым источникам по транскрипции, имена вроде «Pavel» или «Bohumil» транскрибировались бы в «Павель» и «Богумиль». Поэтому существует немало исключений, когда вышеприведённые правила не применяются. Известными исключениями являются: «Влтава» (чеш. Vltava) вместо «Вльтава» (но «Пльзень» — чеш. Plzeň), «Любомир Штроугал» (чеш. Lubomír Štrougal) вместо «Лубомир Штроугаль».
Чешская буква h обозначает звук [ɦ], который звучит не как русская, а как украинская буква г. Но, поскольку она в чешских словах часто соответствует букве г в родственных русских словах (например, слова Град и Гора по-чешски пишутся Hrad и Hora), то она передаётся буквой г. Буква же g в чешском употребляется в словах и именах иностранного происхождения.